# Хасан Рефик паша
Хаджи Хасан Рефик паша (на турски: Hasan Refik Paşa) е османски офицер и чиновник.

## Биография
Роден е в 1834/1835 година в семейството на Исмаил Исмет паша. От юли до октомври 1862 година е глава на султанската канцелария. От юни 1884 до юли 1887 година е валия на вилаета Мамурет ул Азис. От юли 1887 до март 1889 година е валия в Адана, от март 1889 до юли 1891 г. – в Диарбекир, от юли 1891 до юли 1896 г. – в Багдад. От юли 1896 до юли 1897 година е валия на Сирия, а от януари 1899 до май 1901 г. – в Солун.